# Fatma Zohra Ksentini
Fatma Zohra Ouhachi-Vesely (tên khai sinh Ksentini) là người Algérie. Bà là nữ báo cáo viên đặc biệt đầu tiên của Liên Hợp Quốc về Chất thải Độc hại từ năm 1995 đến 2004. Trước khi giữ vị trí này, bà là báo cáo viên đặc biệt trong Tiểu ban Phòng chống Phân biệt đối xử và Bảo vệ Dân tộc Thiểu số từ năm 1989 đến 1994.

## Sự nghiệp
Năm 1989, Ksentini là báo cáo viên đặc biệt trong Tiểu ban Phòng chống Phân biệt đối xử và Bảo vệ Dân tộc Thiểu số và là báo cáo viên đặc biệt về Nhân quyền và Môi trường. Năm 1990, bà làm trong Ủy ban Nhân quyền Liên Hợp Quốc. Sau khi hoàn thành nghiên cứu của mình, vào năm 1994, bà đã đệ trình nghiên cứu của mình và đưa ra Dự thảo Tuyên bố Nguyên tắc về Nhân quyền và Môi trường.
Năm 1995, Ksentini trở thành báo cáo viên đặc biệt của Liên Hợp Quốc về chất thải độc hại. Trong thời gian bắt đầu nhiệm kỳ của mình, bà thu thập thông tin về ảnh hưởng sức khỏe của việc xử lý chất thải độc hại. Sau khi nộp báo cáo của mình vào năm 1997, Ksentini chỉ trích Văn phòng Cao ủy Nhân quyền Liên Hợp Quốc vì đã không cung cấp tài chính cho cho bà để tiến hành nghiên cứu trên mặt đất. Sau khi được tái đắc cử năm 1998, Ksentini bắt đầu phát triển các đề xuất về việc loại bỏ các chất thải độc hại ở các nước đang phát triển. Nhiệm kỳ cuối cùng của bà với tư cách báo cáo viên đặc biệt kết thúc vào năm 2004.
Ngoài công việc báo cáo viên đặc biệt, năm 1991, Ksentini là chủ tịch Nhóm Công tác về các hình thức nô lệ.

## Cuộc sống cá nhân
Ksentini kết hôn với ông Ouhachi-Vesely.